# Billabong XXL Global Big Wave Awards de 2011
O Billabong XXL Global Big Wave Awards de 2011 foi a 14a edição do "Oscar das ondas gigantes". A premiação deste ano aconteceu no dia 29 de abril de 2011, no charmoso Grove Theater, em Anaheim, Califórnia (EUA).
O prêmio abrangeu o período de Abril de 2010 a Março de 2011.

## Vencedores
- Fonte:AlmaSurf[1]

| Categoria                    | Prêmio                                                                      | Vencedor         | Observação                                                                                |
| ---------------------------- | --------------------------------------------------------------------------- | ---------------- | ----------------------------------------------------------------------------------------- |
| Onda do Ano                  | US$ 50 mil + pick-up Toyota Tacoma para o surfista e US$ 5 mil para o vídeo | Danilo Couto     | Onda com mais de 30 pés surfada em Jaws, em Maui, no Havaí, no dia 8 de fevereiro de 2011 |
| Maior onda na remada         | US$ 15 mil para o surfista e US$ 4 mil para foto/vídeo                      | Shane Dorian     | Onda surfada em Jaws, no Havaí, no dia 15 de março de 2011                                |
| Maior Onda                   | US$ 15 mil para o surfista e US$ 4 mil para foto/vídeo                      | Benjamin Sanchis | Onda surfada em Belharra, na França, no dia 16 de fevereiro de 2011                       |
| Maior Tubo                   | US$ 5 mil para o surfista e US$ 2 mil para o fotógrafo                      | Shane Dorian     | Onda surfada em Jaws, em Maui, no Havaí, no dia 15 de março de 2011                       |
| Melhor Performance Masculina | US$ 5 mil para o surfista                                                   | Sion Milosky     |                                                                                           |
| Melhor Performance Feminina  | US$ 5 mil para a surfista                                                   | Keala Kennelly   |                                                                                           |
| Wipeout do Ano (Vaca do Ano) | US$ 2 mil para o surfista e US$ 1 mil para o vídeo                          | Mark Mathews     | Onda surfada em Shipstern Bluff, na Tasmânia, no dia 6 de abril de 2010                   |